# Пьеха, Стас
Стас Пье́ха (полное имя — Станислав Пятрасович Пье́ха, при рождении — Герулис; род. 13 августа 1980, Ленинград, СССР) — российский певец, поэт и телеведущий польского и литовского происхождения. Участник проекта «Фабрика звёзд». Внук певицы, народной артистки СССР Эдиты Пьехи и композитора Александра Броневицкого, сын Илоны Броневицкой.

## Биография

### Ранние годы
Родился 13 августа 1980 года в городе Ленинграде (ныне Санкт-Петербург). Его бабушка — Эдита Станиславовна Пьеха (род. 1937), дед — Александр Александрович Броневицкий (1931—1988), советский композитор, хоровой дирижёр, основатель и руководитель первого в СССР вокально-инструментального ансамбля «Дружба», мать — Илона Александровна Броневицкая (род. 1961). Отец Стаса — Пятрас Герулис — джазовый певец и музыкант, театральный режиссёр, брак родителей распался в 1981 году, отец живёт в Вильнюсе. Отчим Юрий Анатольевич Быстров — музыкант, пианист, композитор, работал музыкальным руководителем театра «Буфф», единоутробная сестра Стаса — Эрика Юрьевна Быстрова (род. 20 мая 1986) — архитектор, дизайнер интерьеров.
Бабушка Эдита Пьеха лишилась отца в раннем детстве и тогда же дала себе обещание назвать своего сына Станиславом, в честь отца, но у неё родилась дочь Илона Броневицкая. Стасом был назван сын Броневицкой.
Детство Пьехи прошло в разъездах по гастролям с бабушкой, в то время как мать занималась сольной карьерой. В 7 лет, по настоянию Эдиты Пьехи, Стас начал заниматься в Хоровом училище Ленинградской Капеллы имени Глинки по классу фортепиано и хорового пения и стал носить фамилию Пьеха. Дальнейшее музыкальное образование Стас получил на эстрадно-джазовом отделении при Государственном музыкальном училище имени Гнесиных.

### Карьера

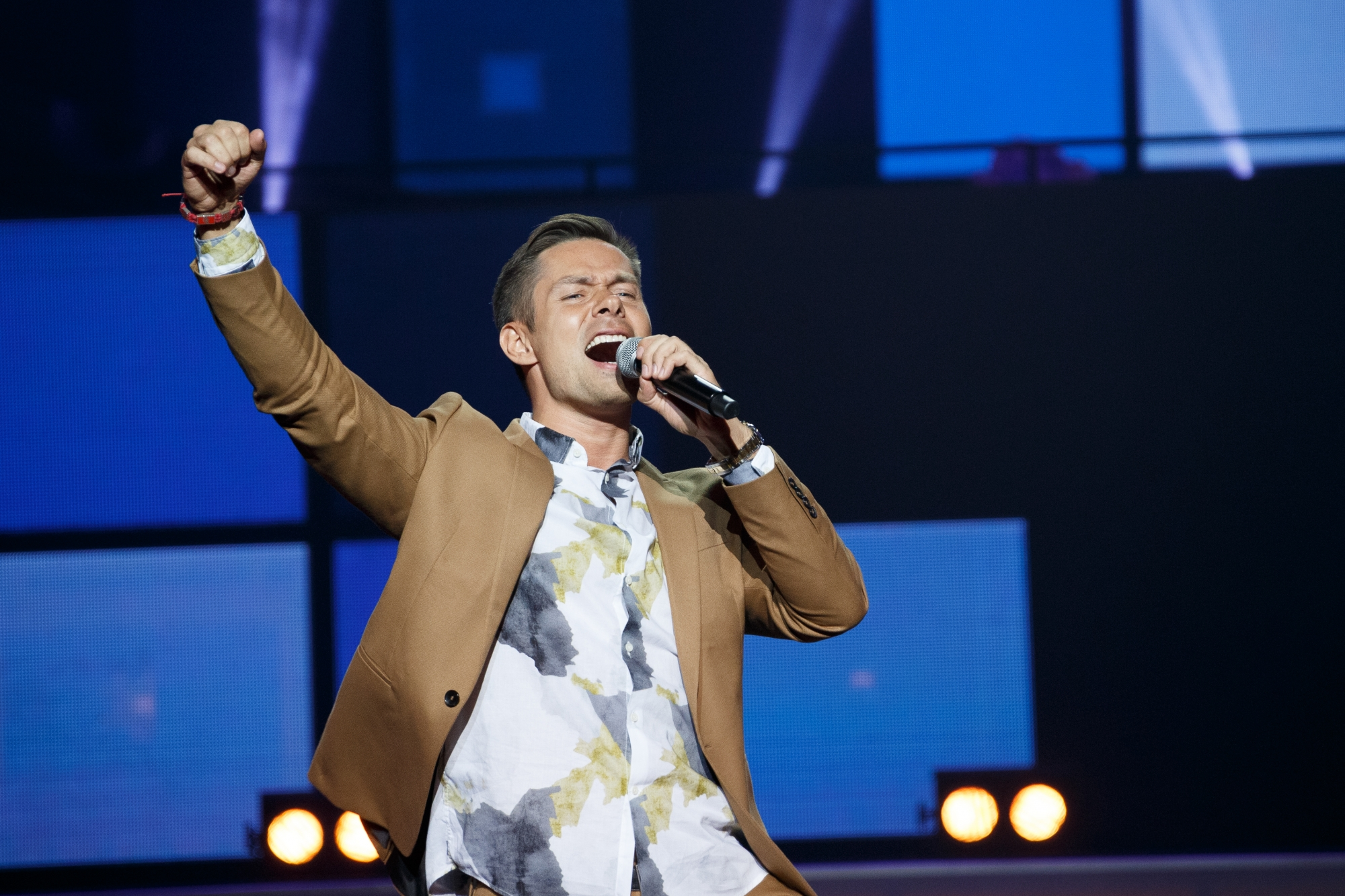
Стас Пьеха в 2018 году

В 2003—2004 годах сотрудничал с группой «Пелагея».
В 2004 году прошёл кастинг и стал участником телевизионного проекта Первого канала «Фабрика звёзд — 4». Именно на «Фабрике» был записан его первый хит — песня «Одна звезда», которую написал композитор Виктор Дробыш. Песня «Отпусти меня» в дуэте с Валерией была исполнена на одном из отчётных концертов. На «Фабрике» Стас Пьеха спел около 20 дуэтов. Спел с Кеном Хенсли рок-балладу «July Morning». Вошёл в тройку победителей «Фабрики Звёзд — 4» и в качестве приза получил продюсирование сольного альбома, съёмку клипа и мотороллер. Окончил академию Фабрики звёзд.

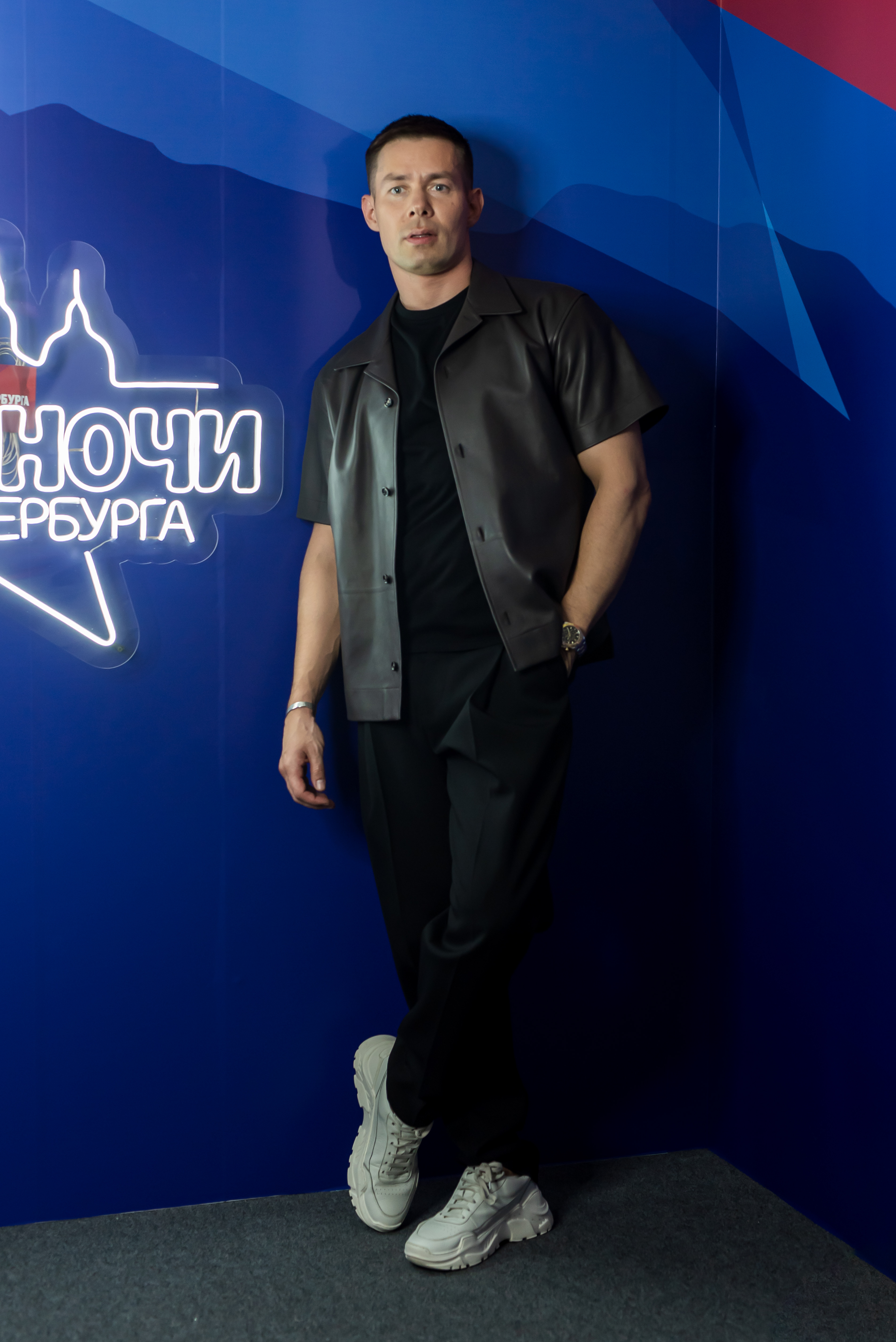
Стас Пьеха на концерте «Григорий Лепс собирает друзей» фестиваля «Белые ночи Санкт-Петербурга — 2021»

В 2008 и 2009 годах Стас Пьеха был соведущим программы на ТНТ «Cosmopolitan. Видеоверсия».
В 2011 году принял участие в музыкальном шоу-проекте «Голос страны» украинского канала «1+1» в качестве звёздного тренера.
Принимал участие в вокальном телевизионном шоу «Звёзды в Опере», снятом и показанном телеканалом «1+1».
В 2012 году Стас Пьеха и Мария Кожевникова приняли участие в четвёртом сезоне телешоу «Две звезды». Призовых мест они не заняли.
В шоу «Наш выход!» семья Филимоновых при помощи наставника Стаса Пьехи заняла второе место.
В 2013 году участник музыкального проекта телеканала «Россия-1» «Хит».
5 октября 2013 года на «Русском радио» состоялась премьера новой песни Пьехи «Я с тобой».
11 февраля 2017 года стал одним из членов жюри детского вокального проекта «Ты супер!» на НТВ.
В мае 2021 года вошёл в состав жюри шоу «Ты супер! 60+» наряду с Игорем Крутым, Дианой Арбениной и Ириной Дубцовой.
В 2021 году участвовал во 2-м сезоне шоу «Маска» на НТВ в образе Неваляшки. Продержался до 11-го выпуска, где занял 5-е место.
В ноябре 2021 года присоединился к судьям в проекте «Суперстар! Возвращение» на НТВ, где его коллегами стали Сергей Соседов, Лера Кудрявцева и Маша Распутина (с 2023 года — Наташа Королёва).
7 мая 2023 года принял участие в специальном выпуске шоу «Маска» на НТВ в честь дня рождения Валерии, где скрывался в образе Сердца.

### Политика
6 февраля 2012 года был официально зарегистрирован как доверенное лицо кандидата в Президенты РФ, Председателя Правительства РФ Владимира Путина.
В августе 2015 года по рекомендации одесской обладминистрации Стасу Пьехе отказали во въезде на Украину «из-за его поддержки оккупации Крыма».
В 2018 году был доверенным лицом кандидата в мэры Москвы Сергея Собянина.
7 января 2023 года, на фоне вторжения России на Украину, внесён в санкционные списки Украины, предполагающие блокировку активов, полное прекращение коммерческих операций, остановку выполнения экономических и финансовых обязательств.

## Личная жизнь
Был женат на модели и диджее Наталии Горчаковой. Сын Пётр родился 22 марта 2014 года.

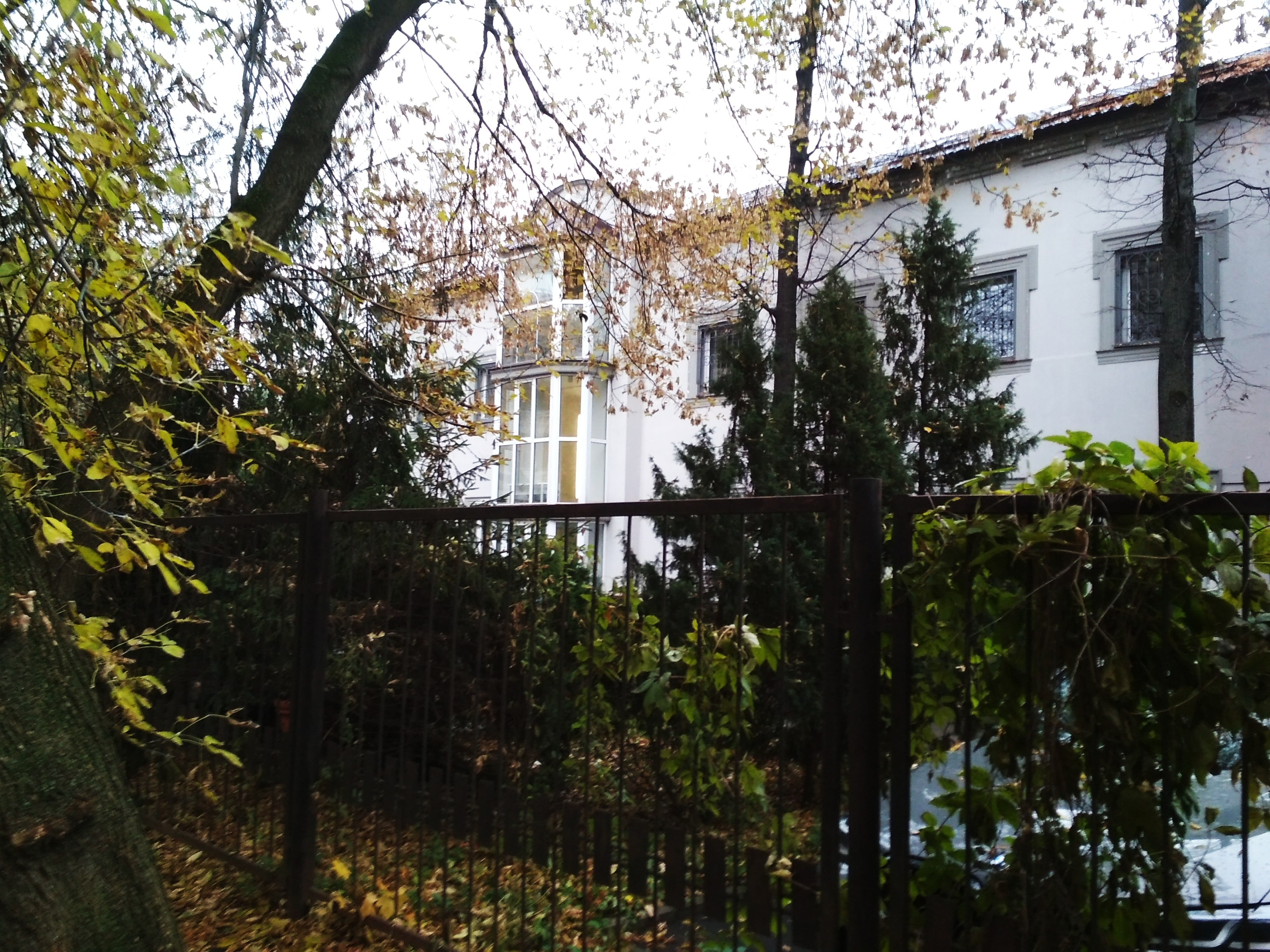
Реабилитационная клиника Стаса Пьехи

В 2018 году открыл реабилитационный центр для наркоманов.
В 2017 году Пьеха заявил, что его мать Илона Броневицкая часто уезжала на гастроли и уделяла ему и своей семье мало времени, в результате в возрасте 15 лет он приобрёл серьёзную алкогольную зависимость, излечиться от которой смог только через два десятилетия. В 2017 году заявил, что приобрёл героиновую зависимость и расстался с наркотиками лишь после того, как трижды попал в реанимацию, а в 34 года пережил инфаркт. В октябре 2018 года был госпитализирован с приступом острого панкреатита.

## Дискография

### Студийные альбомы
| №                   | Название                         | Длительность |
| ------------------- | -------------------------------- | ------------ |
| 1.                  | «Одна звезда»                    | 3:35         |
| 2.                  | «Ты грустишь» (feat. Валерия)    | 3:49         |
| 3.                  | «Где буду я?»                    | 3:38         |
| 4.                  | «Уличная фея»                    | 3:34         |
| 5.                  | «Город детства»                  | 3:56         |
| 6.                  | «Кто тому виной?»                | 4:11         |
| 7.                  | «О, боже!»                       | 2:36         |
| 8.                  | «Вверх-вниз» (feat. Эдита Пьеха) | 3:23         |
| 9.                  | «Солнце на губах»                | 4:11         |
| 10.                 | «Вдоль по небу»                  | 4:21         |
| 11.                 | «Город детства»                  | 3:56         |
| 12.                 | «Ты грустишь» (Remix)            | 3:23         |
| Общая длительность: | Общая длительность:              | 41:93        |

| №                   | Название                            | Длительность |
| ------------------- | ----------------------------------- | ------------ |
| 1.                  | «Иначе»                             | 4:37         |
| 2.                  | «Напиши мне»                        | 3:44         |
| 3.                  | «О тебе»                            | 3:54         |
| 4.                  | «Я тебе подарю»                     | 3:49         |
| 5.                  | «Она не твоя» (feat. Григорий Лепс) | 3:37         |
| 6.                  | «Обещал»                            | 3:20         |
| 7.                  | «В облаке тая»                      | 3:09         |
| 8.                  | «Расставание» (feat. Валерия)       | 4:16         |
| 9.                  | «Незнакомая»                        | 3:16         |
| 10.                 | «Колыбельная»                       | 3:49         |
| 11.                 | «Полосы»                            | 3:48         |
| 12.                 | «Посвящение»                        | 5:03         |
| Общая длительность: | Общая длительность:                 | 43:82        |

| №                   | Название                                        | Длительность |
| ------------------- | ----------------------------------------------- | ------------ |
| 1.                  | «Только с тобой»                                | 4:07         |
| 2.                  | «Я и ты» (feat. Слава)                          | 3:46         |
| 3.                  | «Я — лист»                                      | 3:17         |
| 4.                  | «На ладони линия»                               | 3:35         |
| 5.                  | «Мы расстались с тобой»                         | 3:48         |
| 6.                  | «Моя прекрасная леди»                           | 3:44         |
| 7.                  | «Зелёный омут»                                  | 3:17         |
| 8.                  | «Старая история»                                | 3:25         |
| 9.                  | «Девочка на шаре»                               | 3:13         |
| 10.                 | «Мы расстались с тобой» (DJ Kirill Clash Remix) | 3:48         |
| 11.                 | «Крылья»                                        | 4:25         |
| 12.                 | «Она не твоя» (Vengerov & Fedoroff Remix)       | 3:53         |
| 13.                 | «Зима» (feat. Андрей Кочнев)                    | 3:43         |
| 14.                 | «Зелёный омут» (ChinKong Production)            | 3:37         |
| Общая длительность: | Общая длительность:                             | 48:58        |

### Официальные синглы
| Год  | Название | Альбом      |
| ---- | --- | ----------- |
| 2005 | «Где буду я» | Одна звезда |
| 2006 | «Расставание» (feat. Валерия) | Иначе       |
| 2006 | «О тебе» | Иначе       |
| 2007 | «Напиши мне» | Иначе       |
| 2008 | «Она не твоя» (feat. Григорий Лепс) | Иначе       |
| 2008 | «На ладони линия» | 10          |
| 2009 | «Новогодняя» (feat. Павла) | без альбома |
| 2011 | «Я и ты» (feat. Слава) | 10          |
| 2011 | «Что тебе подарить?» (feat. Мила Нитич) | без альбома |
| 2011 | «Мы расстались с тобой» | 10          |
| 2012 | «Старая история» | 10          |
| 2013 | «Девочка на шаре» | 10          |
| 2013 | «Я с тобой» | без альбома |
| 2014 | «Зелёный омут» | 10          |
| 2014 | «Счастье» | без альбома |
| 2015 | «Несовместимая любовь» | без альбома |
| 2016 | «Я закрываю глаза» (совм. с Лаймой Вайкуле) | без альбома |
| 2017 | «Не хватает» | без альбома |
| 2017 | «Аллегории» | без альбома |
| 2017 | «Листы календаря» (feat. Ms. Sounday) | без альбома |
| 2018 | «Зависимы» (feat. Ирина Дубцова) | без альбома |
| 2018 | «Думать о ней» | без альбома |
| 2019 | «Магадан» | без альбома |
| 2019 | «В самый первый раз» | без альбома |
| 2019 | «Восьмое чудо света» (feat. Анна Филипчук) | без альбома |
| 2020 | «Гордость» | без альбома |
| 2021 | «Без тебя» | без альбома |
| 2022 | «Я с тобой» (feat. ANSE) | без альбома |
| 2022 | «Не вставай на колени» (feat. Николай Носков, IVAN и Игорь Романов) | без альбома |
| 2022 | «Белый снег» | без альбома |
| 2023 | «До утра» | без альбома |
| 2023 | «Тёмная полоса» (feat. Гузель Хасанова) | без альбома |
| 2024 | «Мы расстались с тобой» (feat. ANSE) | без альбома |
| 2024 | «Ты всё ещё ждёшь» | без альбома |
| 2024 | «Дети Петра» | без альбома |
| 2025 | «Летали над землëй» | без альбома |
| 2025 | «Я с тобой (UK GARAGE VERSION)» (feat. Kamik) | без альбома |
| 2025 | «Обаятельны» | без альбома |
| 2025 | «Ты моя надежда, ты моя отрада» (feat. Академический Ордена «За заслуги в культуре и искусстве» ансамбль песни и пляски войск национальной гвардии Российской Федерации) | без альбома |
| 2025 | «Обаятельны (Remix)» (feat. TUSOVKA) | без альбома |
| 2025 | «Злые вороны» | без альбома |

## Видеография
| Год  | Клип                                       | Режиссёр          | Альбом      |
| ---- | ------------------------------------------ | ----------------- | ----------- |
| 2005 | «Где буду я»                               | Дмитрий Захаров   | Одна звезда |
| 2006 | «Расставание» (feat. Валерия)              | Федор Бондарчук   | Иначе       |
| 2006 | «О тебе»                                   | Максим Рожков     | Иначе       |
| 2007 | «Напиши мне»                               | Ирина Миронова    | Иначе       |
| 2008 | «Она не твоя» (feat. Григорий Лепс)        | Александр Солоха  | Иначе       |
| 2008 | «На ладони линия»                          | Павел Худяков     | 10          |
| 2009 | «Новогодняя» (feat. Павла)                 | Владимир Якименко | без альбома |
| 2011 | «Я и ты» (feat. Слава)                     | Катя Царик        | 10          |
| 2011 | «Что тебе подарить» (feat. Мила Нитич)     | Наталья Дума      | без альбома |
| 2011 | «Мы расстались с тобой»                    | Владимир Лерт     | 10          |
| 2012 | «Старая история»                           | Георгий Волев     | 10          |
| 2013 | «Девочка на шаре»                          | Марат Адельшин    | 10          |
| 2013 | «Я с тобой»                                | Георгий Волев     | без альбома |
| 2014 | «Зелёный омут»                             | Георгий Тоидзе    | 10          |
| 2014 | «Счастье»                                  | Георгий Волев     | без альбома |
| 2015 | «Несовместимая любовь»                     | Алан Бадоев       | без альбома |
| 2017 | «Не хватает»                               | Евгений Курицын   | без альбома |
| 2017 | «Листы календаря» (feat. Ms.Sounday)       | неизвестно        | без альбома |
| 2017 | «Аллегории»                                | неизвестно        | без альбома |
| 2018 | «Думать о ней»                             | Алина Верипя      | без альбома |
| 2019 | «Восьмое чудо света» (feat. Анна Филипчук) | Алексей Голубев   | без альбома |
| 2020 | «В самый первый раз»                       | Мария Скобелева   | без альбома |
| 2021 | «Гордость»                                 | Николай Пигарев   | без альбома |
| 2021 | «Без тебя»                                 | Альберт Плехов    | без альбома |
| 2023 | «До утра» (mood video)                     | Александр Громов  | без альбома |
| 2024 | «Дети Петра»                               | Мария Скобелева   | без альбома |

### Фильмография
вокал
- 2009 — Две стороны одной Анны — Песня «На ладони линия»

Голосом Пьехи говорят персонажи мультфильмов:
- «Наша Маша и волшебный орех» (император),
- сказка студии Walt Disney Animation «Принцесса и лягушка» (Принц Навин, лягушка)[39],
- «Спасатели в Австралии»,
- «Коты Аристократы».

роли в кино
- Документальный фильм «Эпоха „Пьеха“» (2012)
- Документальный фильм телеканала СТБ «Невероятные истории любви»
- Документальный фильм «Моя мама вышла замуж»
- Документальный фильм MTV-Russia «Секретные материалы шоу-бизнеса» (2013)
- Документальный фильм «Эдита Пьеха. Я Отпустила своё счастье» (2017)
- Документальный сериал «Со всеми бывает» (2024)[40]

## Телевидение
- Новогодняя ночь на Первом (2023)

## Награды
На счету у певца 11 статуэток премии «Золотой граммофон»:
- 2004 — «Одна звезда»
- 2005 — «Ты грустишь» (в дуэте с Валерией)
- 2008 — «Она не твоя» (в дуэте с Григорием Лепсом)
- 2009 — «На ладони линия»
- 2010 — «Я-лист»
- 2011 — «Я и ты» (в дуэте со Славой)
- 2012 — «Старая история»
- 2014 — «Я с тобой»
- 2015 — «Несовместимая любовь»
- 2022 — «Без тебя»
- 2023 — «Белый снег»
- 2024 — «Тёмная полоса» (в дуэте с Гузель Хасановой)[41]

Является лауреатом фестиваля «Песня года»:
- 2005 — «Ты грустишь» (в дуэте с Валерией)
- 2007 — «Я подарю тебе»
- 2008 — «На ладони линия», «Она не твоя» (в дуэте с Григорием Лепсом)
- 2011 — «Я и ты» (в дуэте со Славой)
- 2012 — «Старая история»
- Победа на MTV Russia Music Awards 2005 в номинации «Лучшая песня» с песней «Ты грустишь».
- В 2009 году Стас вместе с Григорием Лепсом побеждает на Премии Муз-ТВ в номинации «Лучший дуэт».
- Дважды номинирован на премию RU.TV: в 2011 с песней «Я и ты» как «Лучший дуэт» и в 2012 с песней «Мы расстались с тобой» как «Лучший рингтон».